# Mucking
Mucking est un hameau de l'Essex, en Angleterre. Il est situé au nord de l'estuaire de la Tamise, à quelques kilomètres au sud de la ville de Stanford-le-Hope. Administrativement, il appartient à l'autorité unitaire de Thurrock.

## Histoire
Des fouilles menées à Mucking entre 1965 et 1978 sous la direction de Margaret Ursula Jones ont permis de retracer l'histoire de cette localité du Néolithique à la fin du Moyen Âge. La période d'occupation la plus significative remonte au Haut Moyen Âge, lorsque des populations germaniques d'Anglo-Saxons s'installent dans la région pour y fonder le royaume d'Essex. Plus de 200 maisons saxonnes ont été découvertes, ainsi que deux cimetières totalisant plus de 800 sépultures.